# 빅 대디 케인

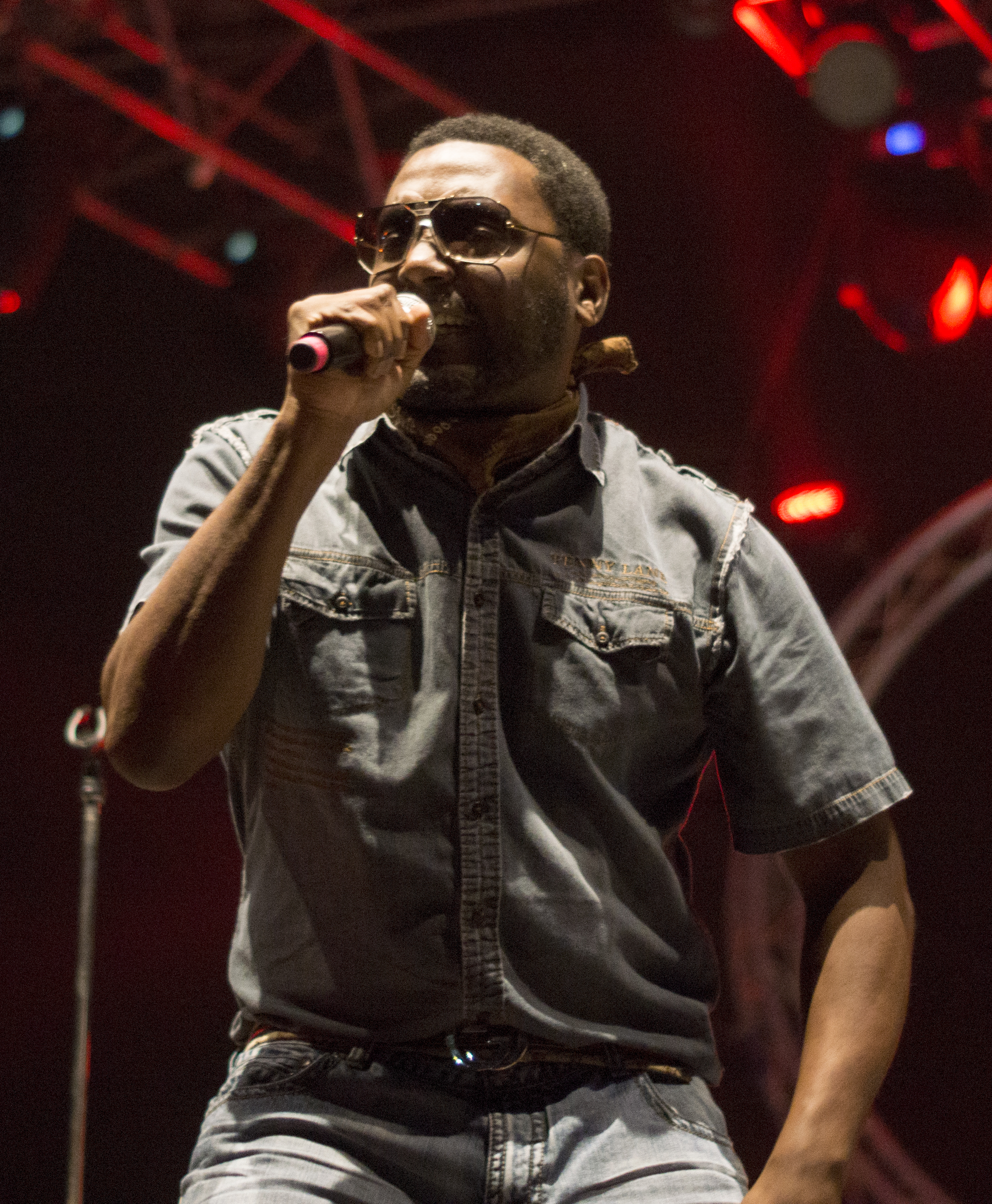
빅 대디 케인

빅 대디 캐인(영어: Big Daddy Kane, 본명: Antonio Hardy, 1968년 9월 10일 ~ )은 미국의 래퍼이다. 그는 1986년 힙합그룹 'Juice Crew'로 데뷔했으며, 힙합계에서 큰 영향력을 가진 MC 중 하나이다.

## 생애

### 1980년대
그는 1984년 동료인 'Biz Markie'와 퀸즈 브릿지를 기반으로 하는 힙합그룹인 'Juice Crew'에 멤버가 되었다. 1987년 힙합레이블인 'Cold Chillin' Record'와 계약하고, 싱글인 'Raw'라는 곡으로 언더힙합계에 등장한다. 그는 빠른 비트와 랩을 구사했으며, 90년대까지 힙합트랜드 중 하나였다. 그는 1988년 데뷔앨범인 'Long Live the Kane'를 발매한다. 꽤나 큰 히트를 친 이 앨범은 이어서 두 번째 앨범인 'It's a Big Daddy Thing'까지 이어진다. 트랙 중하나인 'I Get the Job Done'은 알엔비 힙합 차트에서 40위가지 오른다.

### 1990년대
그는 1986년부터 1993년까지 최고의 힙합뮤지션에 등극한다. 그는 앨범인 'Looks Like a Job For…'를 발매하지만 그전 앨범보다 떨어졌다는 평을 듣는다. 그는 또한 1993년 영화배우로써도 도전한다. 그러던 중 후배 뮤지션인 제이 지가 그에게 도움을 청했고, 1994년 그의 곡 'Show & Prove'에 올 더티 바스타드 등과 함께 참여한다.

### 2000년대
그는 새로운 힙합장르인 '얼터네이티브 힙합'에 시도하고, 디제이 프리미어 등과도 작업한다. 또한 2003년 '트립 합'을 주 장르로 하는 밴드 'Morcheeba'와도 작업하고, 2004년 발매한 싱글인 'Warm It Up, Kane'은 액션 게임 GTA에 사운드 트랙으로 쓰인다.
2005년 'VH1 Hip-Hop Honors'의 디제이 역할을 하고, T.I, 커먼 등과 그의 히트싱글 'Warm It Up Kane'을 부른다. 또한 자신의 동료들인 우 탱 클랜, 라킴, 버스타 라임즈 등과 콘서트에도 참여한다. 또한 2008년 랩퍼 더 게임의 싱글인 'Game's pain'에 뮤직비디오에 카메오로 출연한다. 또한 아이스 큐브, 렉원 등의 뮤직비디오에서 카메오로 출연한다.
2009년 버스타 라임즈의 'Don't Touch Me Remix'에 참여한다.